# Auslegerkanu

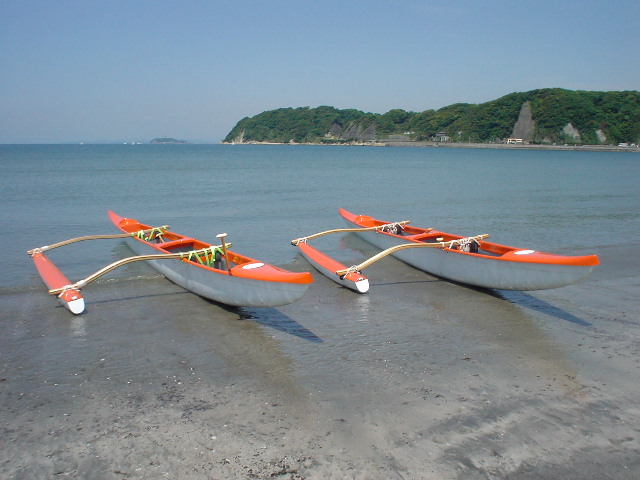
Moderne polynesische Auslegerkanus

Ein Auslegerkanu (Auslegerboot) ist ein Kanu, das konstruktionsbedingt nur mit einem am Kanu mit meistens zwei (oft hölzernen) Querstreben (Iato oder Iako) verbundenen Ausleger bzw. Schwimmer sicher auf dem Wasser zu bewegen ist.

## Geschichte
Die Geschichte des Auslegerkanus begann vor etwa fünftausend Jahren im Südchinesischen Meer. Von dort startete die Besiedlung von über zehntausend Inseln im südlichen Pazifischen Ozean. Der Ausleger machte die naturgegeben relativ schmalen Einbäume kippstabil und wurde bei späteren Kanutypen mit Planken beibehalten, weil damit der Rumpf so schmal konstruiert werden konnte, dass leicht erhebliche Geschwindigkeiten bei hoher Stabilität erreicht werden konnten.

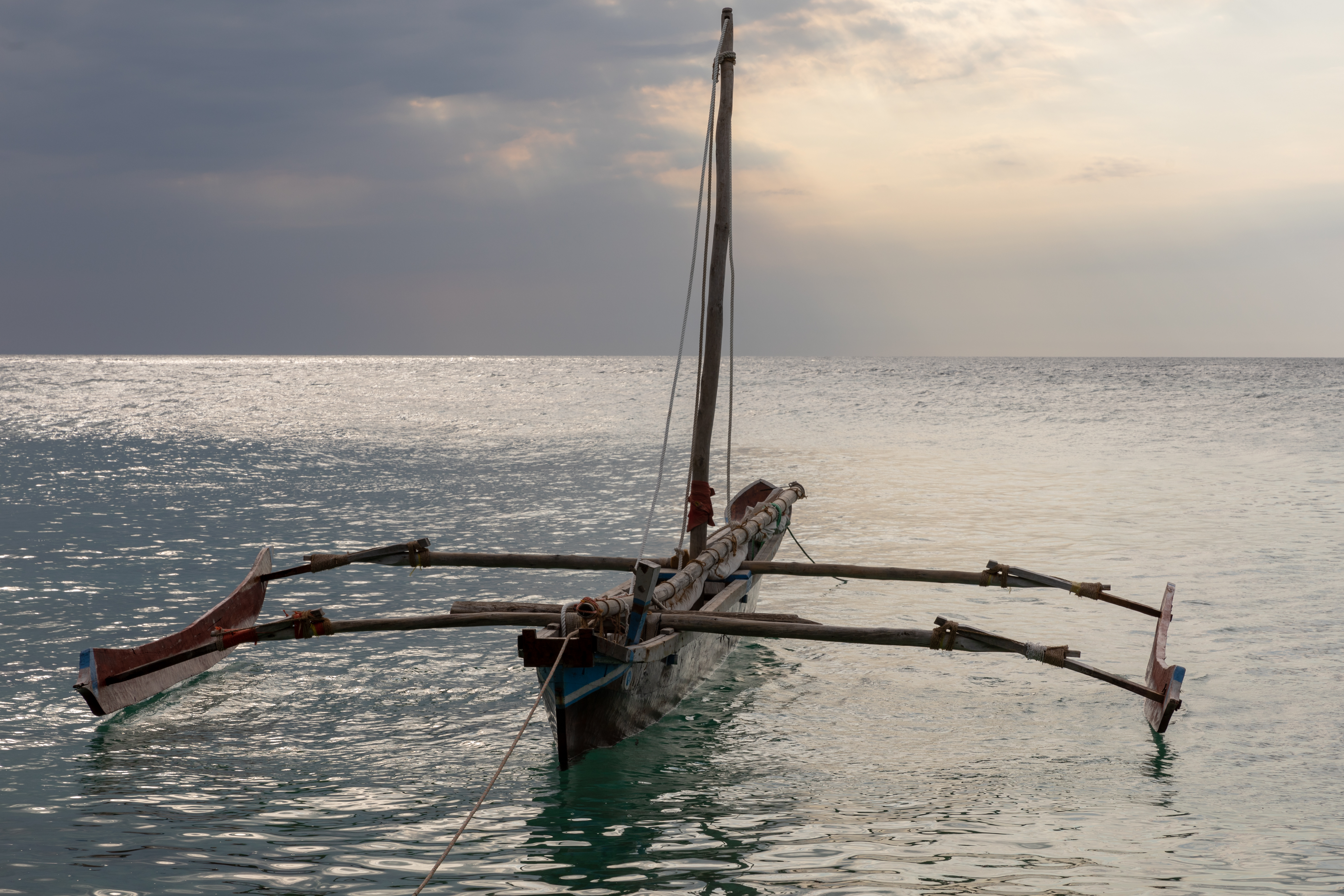
Auslegerkanu vor Chumbe, Tansania (2018)

Etwa vor zweitausend Jahren waren es die Polynesier, die mit verbesserten Booten größere Distanzen über das offene Meer überwanden und damit die entferntesten Winkel eroberten, bis sie zuletzt vor etwa tausend Jahren Neuseeland entdeckten. Die bei den Reisen mitgenommenen und angebauten Kulturpflanzen wurden heimisch und sind heute als Kanupflanzen bekannt. Auch der 9000 Jahre alte und in der Zeit der britischen Kolonisation ausgestorbene Aborigine-Stamm der Ngaro in Queensland, Australien, befuhr das Seegebiet der Whitsunday Islands mit Auslegerkanus. Das Auslegerkanu war die Grundlage zur Besiedlung der gesamten Südsee. Die polynesischen Konstrukteure entwickelten nicht nur den einfachen, aber hochseegeeigneten Bootstyp, sondern auch eine hervorragende Fähigkeit, mit Hilfe der Sterne zu navigieren und Inseln in ihrer Nähe förmlich zu riechen oder durch Veränderungen der Wellenformationen zu orten. Heute beherrschen immer weniger Menschen noch diese uralten Navigationskünste.
In Sri Lanka wird dieser Bootstyp (unter dem Namen Oruwa) heute noch bei Küsten- und Lagunenfischern genutzt.

## Sport

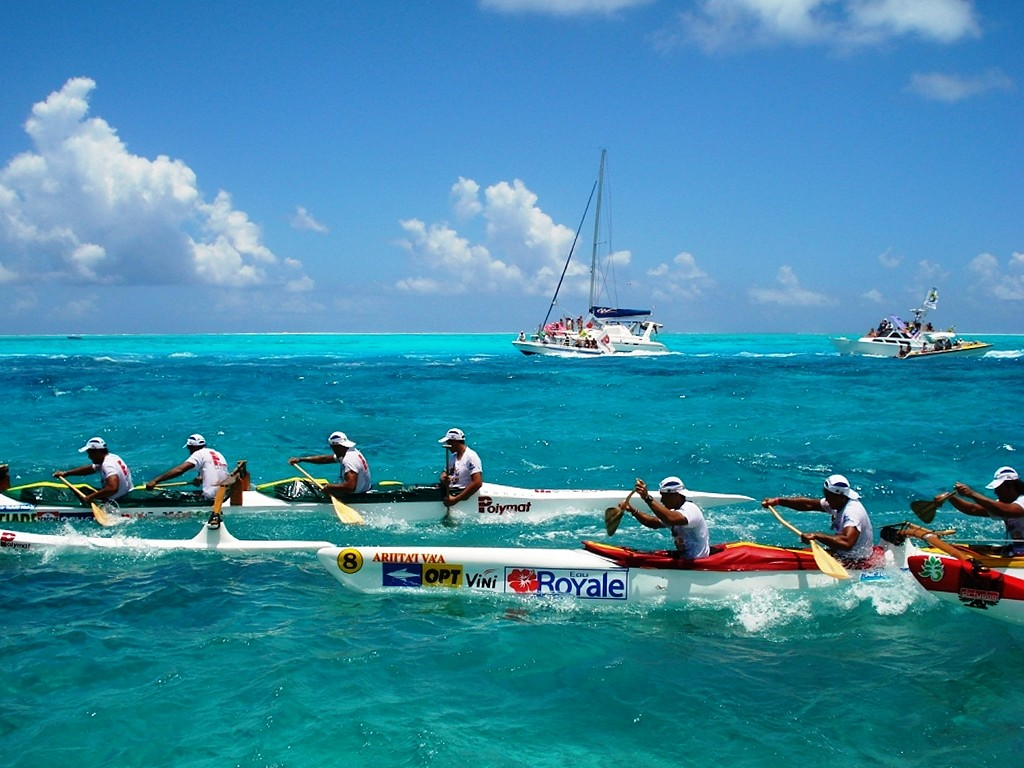
Modernes Va’a-Auslegerkanu

Dieser Bootstyp dient bis in unserer Zeit in der Südsee auch als Nutzfahrzeug und wird häufig mit Außenbordmotoren ausgestattet. Allerdings wird auch die Tradition des Paddelns mit dem Auslegerkanu auf vielen Inseln gepflegt.
Der moderne Auslegerkanu-Sport entwickelte sich in Französisch-Polynesien (hier heißen sie Va’a) und Hawaii, wo 1908 der noch heute existierende Outrigger-Canoe and Surfboard Club gegründet wurde. Anlässlich des traditionellen Kulturfestes Heiva wurden schon Anfang des 19. Jahrhunderts in Tahiti und den benachbarten Gesellschaftsinseln Lagunenrennen veranstaltet. Von dort aus verbreitete sich der Sport in der heutigen Form, über viele polynesische und melanesische (insbesondere Fidschi und Neukaledonien) Inseln hinweg, bis nach Amerika, Australien und Asien sowie schließlich Europa.
In Französisch-Polynesien ist der Va’a oder Pirogue-Sport, wie er im französischsprachigen Raum heißt, seiner Bedeutung nach mit Fußball in Deutschland zu vergleichen.

### Bekannte Rennen
Dort, sowie in Australien auf Hamilton Island (Queensland) und Hawaiʻi finden große internationale Auslegerkanu-Regatten zwischen einigen Inseln statt. Das Hawaiki Nui Va’a-Rennen sowie das Molokai Hoe-Rennen zählen zu den bekanntesten Auslegerkanu-Regatten der Welt. Das Hawaiki Nui Va’a in Französisch-Polynesien, das die Inseln Huahine, Tahaa und Bora Bora verbindet (drei Etappen mit einer Renndistanz von knapp 130 km), gilt als das härteste aber zugleich auch schönste Rennen seiner Art. Ca. 1.200 internationale Athleten gehen dort an den Start. Nicht weniger berühmt ist das Molokaʻi Hoe, das die hawaiische Insel Molokaʻi mit Oʻahu verbindet. Mit ca. 1.000 Teilnehmern und einer Renndistanz von über 40 Meilen findet dieses Rennen schon seit über 50 Jahren statt. Die für solche Regatten genutzten Auslegerkanus werden mit wenigen Ausnahmen nicht mehr wie früher aus Holz (etwa dem der hawaiischen Koa-Akazie) hergestellt, sondern aus modernen Verbundkunststoffen.

### Bootstypen
Es gibt verschiedene Bootstypen. Den Va’a gibt es traditionell als V1 (Va’a Hoe), V3 (Va’a Toru), V6 (Va’a Ono), V12 und V16 (Va’a Tauati – zwei miteinander verbundene V6/V8), vom Lagunen- oder Flachwasserboot bis zum hochseetauglichen Auslegerkanu. Ferner gibt es noch 2er und den 4er. Am häufigsten werden 1er und die 6er eingesetzt. Der 1er wiegt in der Regel zwischen 10 und 15 kg und kostet (je nach Material und Verarbeitung) zwischen 1.800 und 2.800 Euro. Ein 6er ist etwa 13,70 m lang, hat ein Gewicht von 130–160 kg und kostet mit Ausrüstung ca. 8.000 bis 10.000 Euro.
1er und 2er gibt es mit oder ohne Steueranlage. Ferner unterscheiden sich 1er und 2er durch ihre Sitzvorrichtung: entweder im Boot oder auf dem Boot (auch Sit on Tops genannt). Im polynesischen Raum werden überwiegend 1er ohne Steueranlage und mit Sitzvorrichtung im Boot verwendet. In den USA (insbesondere in Hawaii) werden dagegen überwiegend 1er und 2er mit Steueranlage und Sit-on-Top Vorrichtung benutzt.

### Weitere Entwicklung
Nachdem die Boote in Asien, Ostafrika, Australien, Nord- und Südamerika schon vor längerem Einzug gehalten haben, wird der Sport seit Beginn des 21. Jahrhunderts auch in Europa populärer.
1978 wurde in Europa zum ersten Mal ein Auslegerkanu eingesetzt, es überquerte mit einem US-Team den Ärmelkanal zur 200-Jahr-Feier der Entdeckung Hawaiis durch James Cook. 1994 hatte erstmals eine Auswahl deutscher Kanuten an der Hawaiki Nui-Regatta teilgenommen, einige dieser Paddler gründeten 2004 den ersten Deutschen Auslegerkanu-Club (1.OCC). Im Jahre 1999 richtete der Auslegerkanu-Club Ruahatu Va’a in Südfrankreich die erste Porquerollaise nach dem Vorbild des Molokai Hoe aus. Im Jahre 2000 nahmen insgesamt 4 Mannschaften an diesem Rennen teil – als erste ausländische Mannschaft ging dort die deutsche Mannschaft Oro Nui Va’a an den Start.
2007 nahmen insgesamt 24 internationale Teams an diesem Rennen teil, das inzwischen als eines der wichtigsten 6er-Rennen in Europa gilt.
Im Jahre 2001 wurde zum ersten Mal (ebenfalls in Südfrankreich) das Orofero-Challenge ausgerichtet, ein Rennen nach dem Vorbild des Hawaiki Nui Va’a. Die erste offene Europameisterschaft (Europa-Cup) wurde im Oktober 2003 in Nord-Frankreich (Saint-Valery-sur-Somme) ausgetragen. 2007 gelang es dem Kanu-Verein Unterweser aus Bremerhaven, mit einem Auslegerkanu erstmals vom Festland nach Helgoland zu paddeln.
In Europa gibt es mittlerweile etwa 30 Clubs, die diesen Sport betreiben, am häufigsten in Italien und Frankreich, aber auch in England, Schweden, Belgien und Holland. Auch in Deutschland steigt die Zahl der Auslegerkanu-Sportler, sowie die Anzahl der Vereine, die Auslegerkanus anbieten. Der Deutsche Kanu-Verband (DKV) sowie einige Kanu-Landesverbände haben diese Disziplin schon aufgenommen bzw. stellen Ansprechpartner. 2008 gab es auf der Ostsee vor Rerik erstmals einen vom DKV unterstützten Deutschland-Cup.
Auf internationaler Ebene vereint der Internationale Auslegerkanu Verband (International Va’a Federation – IVF) die große Mehrheit der Länder, in denen der Auslegerkanu-Sport betrieben wird (insbesondere Tahiti, Hawaii, USA, Kanada, Australien, Neuseeland, Samoa, Italien, England, Frankreich sowie Deutschland) mit den primären Zielen, Auslegerkanu-Weltmeisterschaften auszurichten und den Va’a Sport zu fördern. Der IVF wurde vor über 25 Jahren gegründet und veranstaltet alle zwei Jahre die Sprint-Weltmeisterschaft. Im August 2008 nahm Deutschland zum ersten Mal mit einer Mannschaft an dieser Meisterschaft teil. Deutschland ist im Board of Officers der IVF vertreten und stellt dort einen Ansprechpartner für den europäischen Auslegerkanu Sport.
Auch der Internationale Kanuverband (ICF) hat Auslegerkanusport in sein Portfolio aufgenommen, richtet bislang aber keine Meisterschaften aus.